# S-VHS

S-VHS (スーパー・ヴィエイチエス?) eller Super-VHS är en vidareutvecklad variant av videoformatet VHS. Formatet lanserades av JVC i Japan i april 1987. Kassetterna är identiska med VHS, och formatet kan även spela upp vanliga VHS-band.

### Fotnoter
1. ↑  ”S-VHS (1987 – early 2000s)” (på engelska). Museum of Obselete Media. 11 mars 1987. http://www.obsoletemedia.org/s-vhs/. Läst 21 juni 2015.